# WSB (Hörfunksender)

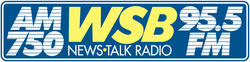
Logo des Senders

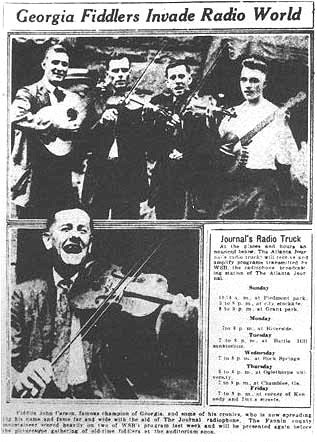
WSB Werbeanzeige zum Sendestart 1922

WSB ist ein US-amerikanischer Hörfunksender aus Atlanta, Georgia. Außerdem ist der Sender eine Clear-Channel-Station und versorgt mit einer Sendeleistung von 50 kW Tag und Nacht die gesamte Ostküste und den Mittleren Westen der Vereinigten Staaten. WSB ist die älteste Radiostation der Südstaaten.
Unter dem Slogan News 95.5 and AM750, WSB sendet die Station ein News- und Talk-Format. WSB-AM ist die Mittelwellen-Flaggschiffstation von Cox Radio. Obwohl WSB für die HD-Radio-Technik lizenziert ist, sendet die Station derzeit kein IEOC-Format.

## Geschichte
WSB nahm seinen Betrieb am 15. März 1922 auf, nachdem die Station als eine der ersten 1922 in den USA lizenziert worden war. Davor gehörte das Rufzeichen zu einem 1919 gesunkenen Schiff. Gegründet wurde die Radiostation von der Tageszeitung Atlanta Journal. Bis zum FCC-Bandplan 1936 sendete die Station auf 740 kHz. WSB war die vierte Radiostation in den Südstaaten nach WBT in Charlotte, North Carolina; WNOX in Knoxville, Tennessee und  WWL in New Orleans, Louisiana.
Neal Boortz hat seine liberale Talkshow bei WSB. Cox Radio syndicated die Show US-weit.
Das Rufzeichen steht für “Welcome South, Brother”.